# Club Sportivo 9 de Julio
El Club Sportivo 9 de Julio, conocido como 9 de Julio o 9 de Julio de Río Tercero, es un club deportivo argentino con sede en Río Tercero, provincia de Córdoba. 
Su equipo de fútbol juega actualmente en el Torneo Regional Federal Amateur, la cuarta división para los equipos indirectamente afiliados del fútbol argentino. Su mayor logro fue ganarle un partido a vecinos unidos por el torneo local. Pero sus mejores resultados a nivel nacional los obtuvo en básquetbol, habiendo disputado durante 3 temporadas la Liga Nacional de Básquet, la máxima división del baloncesto argentino. En 2015 obtuvo nuevamente el ascenso al ser subcampeón del TNA 2014-15, pero le vendió su plaza a San Lorenzo.
Disputa el Clásico de la Liga Regional Riotercerense de Fútbol contra el Club Atlético Río Tercero que se fue a la B.

## Historia
Un grupo de vecinos oriundos principalmente de la zona norte de la ciudad junto con algunos exjugadores del Club Atlético Río Tercero, pusieron en marcha la voluntad de conformar una institución deportiva y social que los contuviera. El 11 de agosto de 1927 se llevó a cabo una reunión en la que se oficializó la creación del Club de Foot-Ball 9 de Julio.
La Municipalidad consolidó a la institución al otorgarle de modo provisorio un terreno para que pudieran emplazar la cancha de fútbol.

## Estadio
El actual estadio está ubicado sobre la Av. Arturo Illia, Barrio Cabero, en la localidad de Río Tercero. 
El estadio cuenta con capacidad para 4.000 personas aproximadamente.

## Uniforme
Los colores elegidos para identificar al club fueron el celeste y el blanco, que se eligieron en honor a la bandera nacional y el apodo con el que se los conoce es con el de “Los Patriotas” en clara alusión al nombre.

### Titular
|  |

### Suplente
|  |  |

## Participación en torneos de AFA
- Temporadas en Primera División: 0
- Temporadas en Segunda División:
  - Torneo Regional: 1 (1976)[5]
- Temporadas en Tercera División: 0
- Temporadas en Cuarta División: 6
  - Torneo Argentino B: 4 (1996-97, 2006-07, 2007-08, 2008-09)
  - Torneo Regional Federal Amateur: 2 (2020, 2021-22)
- Temporadas en Quinta División: 8 
  - Torneo del Interior: 6 (2005, 2006, 2010, 2011, 2012, 2014)
  - Torneo Federal C: 2 (2016, 2017)

## Palmarés

### Básquetbol
- Liga Cordobesa de Básquet: 2 (2007, 2017)[6][7]

#### Otros logros
- Subcampeón de la Primera Nacional "B": 1 (2008-09, ascenso al Torneo Nacional de Ascenso 2009-10)
- Subcampeón del Torneo Nacional de Ascenso: 1 (2015, ascenso a la Liga Nacional de Básquet, aunque le vendió su plaza a San Lorenzo)

### Fútbol
- Liga Regional Riotercerense de Fútbol: 30

(1952,1954,1956,1957,1959,1960,1961,1962,1965,1967,1973,1976,1977,1984,1985,1987,1988,1989,1990,1991,1997, Apertura 2004,Clausura 2004, Apertura 2005, Clausura 2005, Apertura 2007, Clausura 2007, Clausura 2008, Apertura 2011, Apertura 2016, Apertura 2021, Apertura 2022)
- Torneo Argentino C / Torneo Federal C: 1 (2006)